# Rimska provinca
Provinca (latinsko: provincia, mn. provinciae), osnovna in do tetrarhije (okoli leta 296) največja ozemeljska in upravna enota rimskih posesti izven Italije. 
Province so na splošno upravljali visoki politiki ranga senatorjev, običajno bivši konzuli ali bivši pretorji. Kasneje je bila izjema provinca Egipt, ki jo je v cesarstvo po Kleopatrini smrti vključil Avgust. Egiptovski guverner je bil pripadnik nižjega konjeniškega reda (ordo equester), morda zato, da bi od položaja odvrnili rimske senatorje. Izjema je bila  edinstvena, vendar skladna z rimsko zakonodajo, ker se je Egipt obravnaval kot Avgustova osebna domena in nadaljevanje tradicije prejšnjih helenističnih kraljev.

## Republikanske province
Izraz provincia je prvotno pomenil zadolžitev ali službo znotraj rimske države.  
V Rimski republiki so bili magistrati na ta položaj izvoljeni za obdobje enega leta, tistim, ki so službovali izven mesta Rima, na primer konzulom na vojnih pohodih, pa je bila dodeljena posebna provinca – področje njihovih pristojnosti. Izraz ni bil vezan na določeno ozemlje, dokler ni rimska država med prvo punsko vojno ustanovila svojih prvih provinc: Sicilijo leta 241 pr. n. št. in Sardinijo leta 237 pr. n. št.. 
Province so se na začetku vsakega leta z žrebom ali neposrednim imenovanjem dodelile prihodnjim guvernerjem. Province, v katerih so pričakovali težave, na primer zaradi vpadov barbarov ali notranjih uporov, so se dodeljevale aktivnim ali bivšim konzulom z velikim ugledom in izkušnjami, ostale pa so dobili pretorji in propretorji. 
Od stopnje nevarnosti je bila odvisna tudi porazdelitev legij. V 14. provinci, Luzitaniji, ni bilo na primer nobene stalne legije, medtem ko so bile v Spodnji Germaniji, ki so ji  stalno grozili vpadi Germanov preko Rena, kar štiri. Za bodoče guvernerje so bile najbolj zanimive prev najtežavnejše province, ker so težave pomenile vojno, vojna pa plen, sužnje in druge priložnosti za bogatenje.

### Seznam republikanskih provinc
- 240 pr. n. št. – Sicilija, propretorska provinca, od leta 27 pr. n. št senatska provinca
- 237 pr. n. št. – Korzika in Sardinija (rimska provinca), propretorska provinca,  od leta 27 pr. n. št senatska provinca
- 203 pr. n. št. – Cisalpska Galija, propretorska provinca, okoli leta 42 pr. n. št. združena z Italijo
- 197 pr. n. št. – Prednja in Zadnja Hispanija, propretorski provinci, od leta 27 pr. n. št. cesarski provinci
- 167 pr. n. št. – Ilirik, propretorska provinca, od leta 27 pr. n. št. cesarska provinca
- 147 pr. n. št. – Afrika, prokonzulska provinca, od leta 27 pr. n. št. senatska provinca
- 146 pr. n. št. – Makedonija, propretorska provinca,  od leta 27 pr. n. št. cesarska provinca
- 129 pr. n. št. – Azija, prokonzulska provinca, od leta 27 pr. n. št. senatska provinca
- 120 pr. n. št. – Transalpska, kasneje Narbonska Galija, propretorska province,  od leta 27 pr. n. št. senatska provinca
- 78 pr. n. št. – Kilikija, kasneje  Kilikija in Ciper
- 74 pr. n. št. – Bitinija, kasneje Bitinija in Pont, propretorska provinca, od leta 27 pr. n. št. senatska provinca
- 74 pr. n. št. – Kreta in Cirenajka, propretorska provinca, od leta 27 pr. n. št. senatska provinca
- 66 pr. n. št. – Korduena,  od leta 27 pr. n. št. cesarska provinca
- 64 pr. n. št. – Kilikijain Ciper, propretorska provinca, od leta 27 pr. n. št. senatska provinca
- 64 pr. n. št. – Sirija, propretorska provinca, od leta 27 pr. n. št. cesarska provinca
- 51 pr. n. št. – Galija, razdeljena leta 22 pr. n. št.
- 30 pr. n. št. – Egipt, osebna domena cesarja Avgusta s posebnim guvernerjem - prefektom Egipta (Praefectus Aegypti)
- 29 pr. n. št. – Mezija, propretorska provinca, od leta 27 pr. n. št. senatska provinca

## Rimske province v Principatu
Po umoru Julija Cezarja leta 44 pr. n. št. se je začela dolgoletna državljanska vojna. Kot nesporen zmagovalec in vladar rimske države je iz vojne s podporo vojske izšel Avgust, ki je uveljavil svojo moč in teoretično ponovno vzpostavil oblast rimskega senata. Senat mu je podelil naslov Avgusta (latinsko avgustus - vzvišeni), kar je pomenilo začetek Rimskega cesarstva. Dobil je oblast v Egiptu in drugih najbogatejših in strateško najpomembnejših provincah: Galiji, Hispaniji in Siriji, vključno s Kilikijo in Ciprom. 
S spremembo oblasti se je spremenil tudi položaj provinc. Province so se razvrstile na senatske in cesarske, odvisno od tega, ali je guvernerja imenoval senat ali cesar osebno. Starejše province, ki so bile ustanovljene že v Republiki, so bile praviloma senatske. Upravljali so jih prokonzuli, izbrani z žrebom med senatorji, ki so bili, odvisno od province, bivši konzuli ali pretorji. Cesarske province so upravljali cesarjevi legati (legatus Augusti pro praetore) - senatorji s konzulskim ali pretorskim položajem, ki jih je izbral cesar. Egipt in nekatere manjše province, v katerih ni bilo nobene legije, so upravljali prokuratorji (Egipt je upravljal prefekt), ki jih je izbral cesar iz nižjega nesenatorskega reda konjenikov (ordo equester). 
Status provinc se je spreminjal. Leta 68 je bilo 36 provinc, od tega 11 senatskih in 25 cesarskih. Slednje je upravljalo 15 legatov in 10 prokuratorjev ali prefektov.
V Principatu  se je spreminjalo tudi število kot velikost provinc, nekaj zaradi novih osvajanj, nekaj zaradi delitve obstoječih. Velike province ali province z velikim številom legij, na primer Sirija in Mezija, so bile razdeljene na manjše, da bi guvernerji ne imeli prevelike moči.

### Seznam provinc, ustanovljenih v Principatu
- 27 pr. n. št.  –  Ahaja, izločena iz Makedonije, senatska propretorska provinca
- 25 pr. n. št.  – Galatija, cesarska  propretorska provinca
- 22 pr. n. št.  – Galija, razdeljena na cesarske  propretorske  province Akvitansko,  Belgijsko in  Lugdunsko Galijo
- 15 pr. n. št.  – Retija,  cesarska prokuratorska provinca
- okoli 13 pr. n. št.  – Zadnja Hispanija razdeljena na senatsko propretorsko provinco Betiko in cesarsko propretorsko provinco Luzitanijo
- 12 pr. n. št.  – Velika Germanija, izgubljena po letu 9 n. št.
- 6 n. št.– Judeja, cesarska prokuratorska provinca, pod Hadrijanom preimenovana v Palestinsko Sirijo in povišana prokonzulsko provinco
- 14 –  Primorske Alpe,  cesarska prokuratorska provinca
- 18 – Kapadokija, cesarska propretorska, kasneje prokonzulska provinca
- okoli  20–50 – Ilirik, kasneje razdeljen na cesarski prokonzulski provinci ( Dalmacijo in Panonijo)
- 40 – Tingiška Mavretanija in Cezarejska Mavretanija, cesarski prokuratorski provinci
- okoli  40 – Norik, cesarska prokuratorska provinca
- 43 – Britanija, cesarska prokonzulska provinca
- 43 – Likija in Pamfilija, cesarska propretorska provinca
- 46 – Trakija, cesarska prokuratorska provinca
- okoli 47 – Peninske Alpe, cesarska prokuratorska provinca
- 63 – Kotijske Alpe, cesarska prokuratorska provinca
- 67 – Epir, cesarska prokuratorska provinca
- 72 – Komagena, priključena k Siriji
- okoli 84 – Gornja Germanija in  Spodnja Germanija, cesarski prokonzulski provinci
- 85 – Mezija, razdeljena na cesarski prokonzulski provinci  Gornjo  in  Spodnjo Mezijo
- 105 – Arabija, cesarska propretorska provinca
- 107 – Dakija,  cesarska prokonzulska provinca, med letoma 118 in 158 razdeljena na Gornjo in Spodnjo Dakijo
- 107 – Panonija,  razdeljena na cesarsko prokonzulsko provinco Gornjo Panonijo in cesarsko propretorsko provinco Spodnjo Panonijo
- okoli 115 – Armenija, Asirija in   Mezopotamija; province je ustanovil Trajan in leta 118 opustil Hadrijan
- 166 –  Tri Dakije (Porolissensis, Apulensis in Malvensis), cesarske prokuratorske province
- 193 – Sirija, razdeljena na cesarsko prokonzulsko provinco Keleserijo in cesarsko propretorsko provinco Sirija Fenicija
- 193 – Numidija, odcepljena od cesarske propretorske province Afrike
- okoli 197 –  Mezopotamija, cesarska prefektura
- 197, uradno okoli 212 – Britanija razdeljena na cesarsko prokonzulsko provinco Gornjo Britanijo in cesarsko propretorsko provinco Spodnjo Britanijo
- 214 – Osroena
- 271 - Avrelijanova Dakija (Dacia Aureliana), ustanovljena po umiku Rimljanov iz Dakije na desni breg Donave, z Dioklecijanovimi reformami v 290. letih razdeljena na Sredozemsko (Dacia Mediteranea) in Celinsko Dakijo  (Dacia Ripensis)

Mnoge naštete province so bile pod rimsko vojaško oblastjo ali pod oblastjo rimskih odvisnih držav že dolgo pred uradno razglasitvijo za rimsko provinco. V seznamu so zato navedene letnice njihovih uradnih ustanovitev in ne osvojitev.

## Pozno republikansko obdobje
V poznem republikanskem obdobju so rimske oblasti na splošno raje želele, da je večina ljudi v rimskih provincah do neke mere častila, spoštovala in častila bogove iz ožjega Rima in rimske Italije, poleg običajnih storitev v čast njihovim "tradicionalnim" bogovom.

### Prehod v cesarstvo
Naraščajoče prakse prorogacij in zakonsko opredeljenih 'super ukazov', ki so jih poganjale politične taktike popularis, so spodkopale republikansko ustavno načelo letno izvoljenih magistratov. To je mogočnim možem omogočilo, da so si preko svojih provincialnih poveljstev nabrali nesorazmerno bogastvo in vojaško moč, kar je bil eden glavnih dejavnikov pri prehodu iz republike v imperialno avtokracijo.
Senat se je v mnogih primerih poskušal upreti tem poveljstvom: vsako veliko vojno je raje razdelil na več teritorialno ločenih poveljstev; iz podobnih razlogov je nasprotoval lex Gabinia, ki je Pompeju podelil prekrivajoče se poveljstvo nad velikimi deli Sredozemlja. Senat, ki je dolgo deloval kot kontrolo aristokratskih ambicij, ni mogel ustaviti teh ogromnih ukazov, ki so sčasoma dosegli vrhunec z zmanjšanjem števila smiselno neodvisnih guvernerjev v obdobju triumvirata na tri može in s koncem republike, enemu človeku.

## Zgodnje cesarsko obdobje
Med svojim šestim in sedmim konzulatom (28. in 27. pr. n. št.) je Avgust začel proces, s katerim se je republika vrnila v »normalnost«: tisto leto je mesec za mesecem delil fasce s svojim konzularnim kolegom in napovedal odpravo triumvirata do konec leta v skladu z obljubami, da bodo to storili ob koncu državljanskih vojn. Na začetku leta 27 pr. n. št. je imel Avgust uradno provincialno poveljstvo nad vsemi rimskimi provincami. Tistega leta je v svoji 'prvi poravnavi' očitno vrnil svoj nadzor nad njimi in njihovimi pridruženimi vojskami senatu, verjetno z izjavo, da je naloga, ki mu jo je dodelil lex Titia, ki je ustvaril triumvirat, ali da je vojna proti Kleopatri in Antoniju je bil dokončan. V zameno je na skrbno vodenem sestanku senata dobil poveljstvo nad Španijo, Galijo, Sirijo, Kilikijo, Ciprom in Egiptom, ki jih je imel deset let; te province so vsebovale 22 od 28 obstoječih rimskih legij (več kot 80 odstotkov) in vsebovale vsa bodoča vojaška središča.
Province, ki so bile dodeljene Avgustu, so postale znane kot cesarske province, preostale province, večinoma demilitarizirane in omejene na starejša republikanska osvajanja, pa so postale znane kot javne ali senatorske province, saj je njihove poveljnike še vedno dodeljeval senat vsako leto v skladu z tradicija. Ker nihče ni mogel poveljevati praktično vsem obmejnim regijam cesarstva hkrati, je Avgust za vsako provinco imenoval podrejene legate z naslovom legatus Augusti pro praetore. Ti legati so verjetno imeli imperium, vendar zaradi pomanjkanja neodvisnega poveljstva niso mogli zmagati in jih je lahko kadar koli zamenjal njihov nadrejeni (Avgust). Ti dogovori so verjetno temeljili na precedensu Pompejevega prokonzulstva nad španskimi provincami po letu 55 pr. n. št. v celoti prek legatov, medtem ko je ostal v bližini Rima. Nasprotno pa so javne province še naprej vodili prokonzuli s formalno neodvisnimi poveljstvi. Samo v treh javnih provincah je bilo nekaj vojske: v Afriki, Iliriku in Makedoniji; po Avgustovih balkanskih vojnah je le Afrika obdržala legijo.
Da bi bila ta monopolizacija vojaških poveljstev sprejemljiva, je Avgust ločil prestiž od vojaškega pomena in ga obrnil. Naziv pro pretore je ob koncu republike izginil iz uporabe in je bil ne glede na to v slabšem statusu od prokonzula. Bolj radikalno, Egiptu (ki je bil dovolj močan, da je tamkajšnji poveljnik lahko sprožil upor proti cesarju) je poveljeval konjeniški prefekt, »res zelo nizek naziv«, saj so bili prefekti običajno nižji častniki, konjeniki pa običajno niso bili del elita. V Avgustovi »drugi poravnavi« leta 23 pr. n. št. se je odpovedal svojemu stalnemu konzulatu v zameno za generalnega prokonzula – s posebnim odstopanjem od zakona, ki je razveljavil imperij znotraj mesta Rim – nad cesarskimi provincami. Preko senata si je podelil tudi splošno podelitev imperium maius, ki mu je dala prednost pred navadnimi guvernerji javnih provinc, kar mu je omogočilo vmešavanje v njihove zadeve.
Znotraj javnih in cesarskih provinc so obstajale tudi razlike v rangu. V javnih provincah so bile province Afrike in Azije podeljene samo bivšim konzulom; bivši pretorji so sprejeli druge. Cesarske province so sčasoma ustvarile tristopenjski sistem s prefekti in prokuratorji, legati pro pretore, ki so bili bivši pretorji, in legati pro praetore, ki so bili bivši konzuli. Guvernerji javnih provinc so običajno služili le eno leto; guvernerji cesarskih provinc so na drugi strani običajno služili nekaj let, preden so se zamenjali. Obseg, v katerem je cesar izvajal nadzor nad vsemi provincami, se je v cesarskem obdobju povečal: Tiberij je na primer nekoč grajal legate v cesarskih provincah, ker niso posredovali finančnih poročil senatu; do Klavdijeve vladavine pa so prokonzuli senatskih provinc redno prejemali ukaze neposredno od cesarja.

## Pozno cesarsko obdobje
Cesar Dioklecijan je uvedel radikalno reformo, znano kot tetrarhija (284–305 n. št.), z zahodnim in vzhodnim višjim cesarjem, ki so ga imenovali avgust, vsakega je podprl mlajši cesar (in imenovani naslednik), ki je bil imenovan cesar. Vsak od teh štirih je branil in upravljal četrtino cesarstva. V 290-ih letih je Dioklecijan cesarstvo na novo razdelil na skoraj sto provinc, vključno z Rimsko Italijo. Njihovi guvernerji so bili hierarhično razvrščeni, od prokonzulov Afrika Proconsularis in Azije preko tistih, ki so jih vodili consulares in correctores do  praesides. Province so bile združene v (prvotno dvanajst) škofij, ki jih je običajno vodil vicarius, ki je nadziral njihove zadeve. Le prokonzuli in mestni prefekt (Praefectus urbi) Rima (in kasneje Konstantinopla) so bili izvzeti iz tega in so bili neposredno podrejeni tetrarhom.
Čeprav so bili cesarji kmalu izločeni iz slike, je cesar Konstantin I. Veliki leta 318 obnovil štiri upravna središča v obliki pretorijskih prefektur, katerih nosilci so se na splošno pogosto menjavali, kot v običajnih magistratih, vendar brez sodelavcev. Konstantin je ustvaril tudi novo prestolnico, po njem imenovano Konstantinopel, ki so jo včasih imenovali 'Novi Rim', ker je postal stalni sedež vlade. V sami Italiji Rim že nekaj časa ni bil cesarska rezidenca in leta 286 je Dioklecijan uradno preselil sedež vlade v Mediolanum (sodobni Milano), sam pa se je nastanil v Nikomediji. V 4. stoletju je bila upravna struktura večkrat spremenjena, vključno s ponavljajočimi se poskusi z vzhodno-zahodnimi socesarji.
Podrobne informacije o ureditvah v tem obdobju so vsebovane v Notitia Dignitatum (Zapis uradov), dokumentu iz začetka 5. stoletja. Večina podatkov je črpanih iz tega verodostojnega cesarskega vira, saj so tam podana imena območij, ki so jim vladali in nazivi guvernerjev. Vendar pa obstajajo razprave o viru nekaterih podatkov, zapisanih v notitiji in zdi se jasno, da so nekateri lastni viri starejši od drugih. Nekateri učenjaki to primerjajo s seznamom vojaških ozemelj pod ducesi, zadolženimi za obmejne garnizije na tako imenovanih limites in Comites rei militaris višjega ranga, z bolj mobilnimi silami, in kasnejšim, še višjim magistri militum.
Justinijan I. je naredil naslednje velike spremembe leta 534–536 z odpravo v nekaterih provincah stroge ločitve med civilno in vojaško oblastjo, ki jo je vzpostavil Dioklecijan. Ta proces se je nadaljeval v večjem obsegu z ustanovitvijo izrednih eksarhatov v 580-ih in dosegel vrhunec s sprejetjem sistema vojaških tem v 640-ih, ki je v celoti nadomestil starejšo upravno ureditev. Nekateri učenjaki uporabljajo reorganizacijo cesarstva v themata v tem obdobju kot eno od razmejitev med dominacijo in bizantinskim (ali poznejšim rimskim) obdobjem.

## Seznam poznorimskih provinc

### Pretorska prefektura Galija
Latinski naziv Galija (latinsko: Gallia) se je včasih uporabljal za vsa keltska ljudstva in njihova ozemlja, na primer vse Brite, ter germanske in iberske province s prebivalci s keltsko kulturo. V množini (latinsko: Galliae) je naziv pomenil vse omenjene pokrajine in ne samo Galije, ki jo Cezar omenja v svojih Komentarjih galskih vojn. 

#### Dieceza Galija
Galija je pokrivala skoraj polovico galskih provinc zgodnjega Rimskega cesarstva: 
- v sedanji severni Franciji, v grobem severno od reke Loare, so bile province, ki so se imenovale po svoji prestolnici Lugdunumu, sedanjem Lyonu:
  - Lugdunska Galija I
  - Lugdunska Galija II
  - Lugdunska Galija III
  - Lugdunska Galija IV
- v Belgiji, Luksemburgu in delu Nizozemske na levem (zahodnem) bregu Rena:
  - Belgijska Galija I
  - Belgijska Galija II
- Nemčija na levem (zahodnem) bregu Rena
  - Germanija I
  - Germanija II
- helvetska plemena v zahodnem delu Švice:
  - Peninske Alpe
  - Velika Sekvanija

#### Dieceza Vienne
Ime je dobila po mestu Vienna, sedanjem Viennu. Dieceza je bila v celoti na sedanjem francoskem ozemlju, v grobem  južno od Loare. Prvotno je bila del Cezarjeve province Transalpske Galije:
- Viennensis
- Primorske Alpe
- Akvitanija I
- Akvitanija II
- Novempopulania
- Narbonska Galija I
- Narbonska Galija II

V 5. stoletju je Viennsko diecezo nadomestila dieceza Sedem provinc (Septem Provinciae) s podobnimi mejami.

#### Dieceza Britanija
- Maxima Caesariensis
- Valencija
- Prva Britanija
- Druga Britanija
- Flavia Caesariensis

### Pretorska prefektura Italija in (zahodna) Afrika
Italija je bila prvotno enovita dieceza, potem pa se je razdelila na severni in južni del. Delitev Italije na regije je izvedel že Avrelijan. 

#### Dieceza Italia suburbicaria
Naziv Suburbicaria je pomenil neposredno okolico prestolnice Rima. Vključevala je tudi otoke, ki so bili naseljeni z drugimi ljudstvi. V antiki niso spadali k Italiji in so bili v primerjavi s celino v podrejenem položaju.  
- Kampanija
- Toskana in Umbrija
- Picenum Suburbicarium
- Apulija in Kalabriija
- Brucija in Lukanija
- Samnij
- Valerija
- Korzika
- Sicilija
- Sardinija

#### Dieceza Italia annonaria
Naziv Annonaria je pomenil ozemlja, iz katerih se je oskrboval Rim, se pravi severno Italijo in Retijo.  
- Venetija in Histrija
- Emilija
- Ligurija
- Flaminija in Picenum Annonarium
- Kotijske Alpe
- Retija I
- Retija II

#### Dieceza Afrika
Dieceza Afrika je obsegala srednji del rimske severne Afrike.
- Afrika
- Bizacena
- Cezarejska Mavretanija
- Sitifska Mavretanija
- Numidija
- Tripolitanija

### Pretorska prefektura Ilirik
Prefektura Ilirik je dobila ime po bivši provinci Ilirik. Prvotno je imela dve diecezi – Panonijo in Mezijo. Dieceza Mezija je bila kasneje razdeljena na diecezi Makedonijo in Dakijo.

#### Dieceza Panonija
Panonija je bila ena od dveh diecez v vzhodnih četrtinah tetrarhije, ki ni pripadala grškemu kulturnemu krogu. Druga je bila Dakija. V vzhodno polovico cesarstva je bila vključena leta 395, ko je Teodozij I. določil dokončno mejo med cesarstvoma. 
- Dalmacija
- Obrežni Norik[14]
- Notranji Norik[14]
- Prva Panonija
- Druga Panonija
- Savska Panonija
- Panonija Valerija

#### Dieceza Dakija
Dačani so bili prvotno naseljeni v Transilvaniji, ki jo je k cesarstvu priključil Trajan. Med invazijami v 3. stoletju je bila Dakija večinoma zapuščena. Nekaj prebivalcev iz zapuščenih ozemelj se je umaknilo in naselilo na južni obali Donave. Svojo novo domovino so imenovali Dakija, da bi zmanjšali slab vtis, ki ga je na ugled cesarstva naredil umik iz prave Dakije. Diecezo Dakijo je Teodozij I. leta 384 prenesel v Zahodno cesastvo, verjetno kot delno nadomestilo cesarici Justini za svoje priznanje uzurpacije Magna Maksima v Britaniji, Galiji in Hispaniji.
V diecezo Dakijo so bile vključene
- Sredozemska Dakija
- Celinska Dakija
- Mezija I
- Prevalitanija
- Dardanija

#### Dieceza Makedonija
Diecezo Makedonijo je Teodozij I. leta 384 prenesel v Zahodno cesastvo, verjetno kot delno nadomestilo cesarici Justini za svoje priznanje uzurpacije Magna Maksima v Britaniji, Galiji in Hispaniji.  
- Prva Makedonija
- Druga Makedonija
- Tesalija
- Stari Epir
- Novi Epir
- Ahaja
- Kreta

### Pretorska prefektura Orient
Prefektura Orient (Vzhod) je bila še dolgo padcu Rima jedro Bizantinskega cesarstva. Njen pretorijanski prefekt je bil zadnji preživeli prefekt, njegov položaj pa se postopoma je pretvoril v položaj notranjega ministra.  

#### Dieceza Trakija
Dioceza Trakija je obsegala najbolj vzhodni del Balkanskega polotoka in evropsko zaledje Konstantinopla s provincami:
- Evropa
- Trakija
- Hemimont
- Rodopi
- Druga Mezija
- Skitija

#### Dieceza Azija
Azija (Asia) ali Mala Azija (Asia Minor) je bilo antično latinsko ime Anatolije. Dieceza Azija je obsegala samo zahodni del Anatolije, večinoma ob Egejskem morju.
- Azija
- Helespont
- Pamfilija
- Karija
- Lidija
- Likija
- Likaonija
- Pizidija
- Frigija Pacatiana
- Frigija Salutaris
- in pripadajoči (zdaj večinoma grški) otoki, imenovani tudi Insulae (Otoki)

#### Dieceza Pont
Pont (Pontus) je latinizirano grško ime (Črnega) morja - Pontos (Euxinos).
Dieceza Pont je vsebovala dele Male Azije ob Črnem morju in njeno gorato središče ter zelo spremenlljivo obmejno ozemlje s Partijo/Perzijo na severu.
- Bitinija
- Galatija
- Galatija Salutaris
- Paflagonija
- Honorias
- Kapadokija I
- Kapadokija II
- Helenopont
- Polemonski Pont
- Armenija I
- Armenija II

#### Dieceza Orient
Dieceza je delila svoje geografsko ime z istoimensko prefekturo tudi potem, ko je njen bogatejši del Egipt postal samostojna dieceza. Dioceza je imela pomembno vlogo zaradi meje s Sasanidi in neukrotljivih puščavskih plemen.
Obsegala sedanjo Sirijo, Libanon, Irak, Izrael in Palestinska ozemlja brez puščavskega zaledja. 
- Arabija
- Osroena (214–637)
- Palestina Prima
- Palestina Secunda
- Palestina Salutaris
- Sirija I
- Sirija II
- Fenicija
- Libanonska Fenicija
- Obalna Fenicija
- Evfrat
- Osroena
- Mezopotamija

Posedovala je tudi jugovzhodno obalo Male Azije in bližnji otok Ciper.
- Kilikija I
- Kilikija II
- Izavrija
- Korduena
- Ciper

#### Dieceza Egipt
Obsegala je severno vzhodno Afriko, se pravi večino Egipta, ki je bil žitnica cesarstva in osebna domena cesarjev. Bila je edina dieceza, ki ni bila pod oblastjo vikarija, ampak guvernerja z edinstvenim nazivom Praefectus Augustalis. Nastala je z odcepitvijo od dieceze Orient.
Vsi civilni guvernerji, razen enega, so bili iz srednjega družbenega razreda praeses provinciae.
- Egipt okoli Aleksandrije, ki  se je prvotno imenoval Aegyptus Iovia  (Jupitrov Egipt), se je preimenoval v Spodnji Egipt in se kasneje razdelil na dve provinci.
- Avgustamnika je obsegala preostali del Spodnjega Egipt in bila skupaj z vzhodnim delom Nilove delte edina egiptovska provinca, ki je imela nižje rangiranega guvrenerja korektorja. Prvotno se je imenovala Aegyptus Herculia  in se je kasneje razdelila na dve provinci.
- Tebe so obsegale Gornji Egipt. Nubija južno od File je bila prepuščena lokalnim plemenom, kasneje pa razdeljena na Gornjo in Spodnjo Nubijo.
- Arkadija ali Egiptovska Arkadija, ki ni imela nobene zveze z grško Arkadijo.

Dieceza Egipt je poleg sedanjega Egipta posedovala tudi bivšo province Cirenajko, vzhodni del sedanje Libije (v antiki je naziv Libija pomenil celoten afriški kontinent). Cirenajka  je bila razdeljena na več provinc, ki so jih upravljali predsedniki (praeses):
- Gornja Libija
- Spodnja Libija